# Aïn Tarek
Aïn Tarek (în arabă عين طارق) este o comună din provincia Relizane, Algeria.
Populația comunei este de 12.253 de locuitori (2008).